# Bloodhounds
Bloodhounds è un album discografico del gruppo musicale finlandese Ironcross, pubblicato nel 1982 dalla Master/Turun.

## Il disco
Esordio discografico degli Ironcross, Bloodhounds fu registrato in un periodo di cambiamenti nella formazione del gruppo: subito dopo la pubblicazione del singolo di lancio Let's Get Down to Business/Harder than Stone il chitarrista Jari Lundqvist abbandonò, mentre Esko Mänty-Sorvari sostituì Leinonen nel ruolo di batterista. L'album, caratterizzato da sonorità molto vicine alla NWOBHM, fu rimasterizzato e pubblicato in formato CD nel 2008, dall'etichetta Karthago Records: in quell'occasione furono aggiunte sette tracce bonus provenienti da demo registrate tra il 1988 e il 1989.

## Tracce
LATO A
1. Bloodhound – 4:00 (Leinonen, Nummela)
2. Rollercat – 3:35 (Vanne)
3. Hell's Angels – 4:05 (Leinonen)
4. Blindness – 5:50 (Leinonen, Vanne)
5. Revenge of the Lord – 3:45 (Leinonen)

Durata totale: 21:15
LATO B
1. Cross of Iron (Fields of Glory) – 5:20 (Leinonen)
2. Devil's Night – 3:55 (Vanne)
3. Gotta Be Cruel – 3:35 (Vanne)
4. Let's Get Down to Business – 4:40 (Leinonen, Vanne)
5. Harder Than Stone – 4:35 (Vanne)

Durata totale: 22:05

## Formazione

### Gruppo
- Esa "Gona" Leinonen - voce, batteria in Let's Get Down to Business e Harder Than Stone
- Kimmo "Kipi" Vanne - chitarra
- Pekka "Badi" Nummela - basso, chitarra acustica in Cross of Iron (Fields of Glory) e Blindness, gong in Cross of Iron (Fields of Glory)[1]
- Esko "Eddy" Mänty-Sorvari - batteria

### Altri musicisti
- Jari "Mizz" Lundqvist - chitarra in Let's Get Down to Business e Harder Than Stone[2]